# Granuloma teleangiectaticum
Granuloma teleangiectaticum is een goedaardig, snelbloedend gezwelletje op de huid of in de mond. Karakteristiek is de aanleiding een onbeduidende verwonding, waarna in enkele weken een uitpuilend, bloederig rood gezwelletje ontstaat. Het presenteert zich vaak op de palmaire zijde van de hand. Bij zwangere vrouwen komt het veel in de mond voor. Hoewel de aandoening granuloom genoemd wordt ziet het gezwel er microscopisch uit als een kluwen nieuw gevormde haarvaten; het is dus in feite meer een soort hemangioom.

## Behandeling
Vaak zal geprobeerd worden met sterke dermatocorticosteroïden (klasse IV) de groei af te remmen. Ook bevriezen is een mogelijkheid. De beste behandeling is een shavebiopt of excisie; deze hebben als voordeel dat de diagnose histologisch bevestigd kan worden. Sommige kwaadaardige tumoren, zoals een amelanotisch (niet-pigmentproducerend) melanoom kunnen er namelijk net zo uitzien.